# Río Biobío
Biobíofloden eller bara Bío-Bío (spanska: Río Biobío, Río Bío Bío eller Río Bío-Bío) är en flod som korsar den södra delen i Chile och är, tack vare sitt geografiska läge, en av de viktigaste floderna i landet. Biobiofloden rinner upp i Galletuesjön på 1 430 meters höjd och mynnar ut i Golfo de Arauco i Stilla havet.  
Floden är Chiles näst längsta flod med sina 380 km och passerar regionerna Bío-Bío och Araucanía.